# 竹林潤一
竹林潤一（たけばやし じゅんいち、1971年4月30日 - ）は、日本の元俳優（子役）。劇団いろはに所属していた。血液型はA型。

## 人物
兄がいる。3歳の頃から子役として活動。1980年、劇団いろはに入団。
高校進学の際に芸能活動が禁止されていた私立高校に入学したため芸能界から引退。

## 主な出演

### テレビドラマ
- もういちど結婚（1983年、TBS） - 松村理一 役
- ザ・サスペンス「虞美人草 まぼろしの愛に果てた紫の女!」（1984年、TBS）
- ライオン劇場「思春期の妻たち」（1984年、フジテレビ）
- 絆（1984年、RKB毎日放送）
- もしも、学校が…!?（1985年、TBS） - 工藤さとる（マイコン） 役
- 時空戦士スピルバン（1986年 - 1987年、テレビ朝日） - トキオ 役
- 秋のドラマスペシャル「少年」（1986年10月25日、NHK）
- 土曜ワイド劇場「信州八ヶ岳殺人事件」（1987年、朝日放送）